# Bernstein im Burgenland

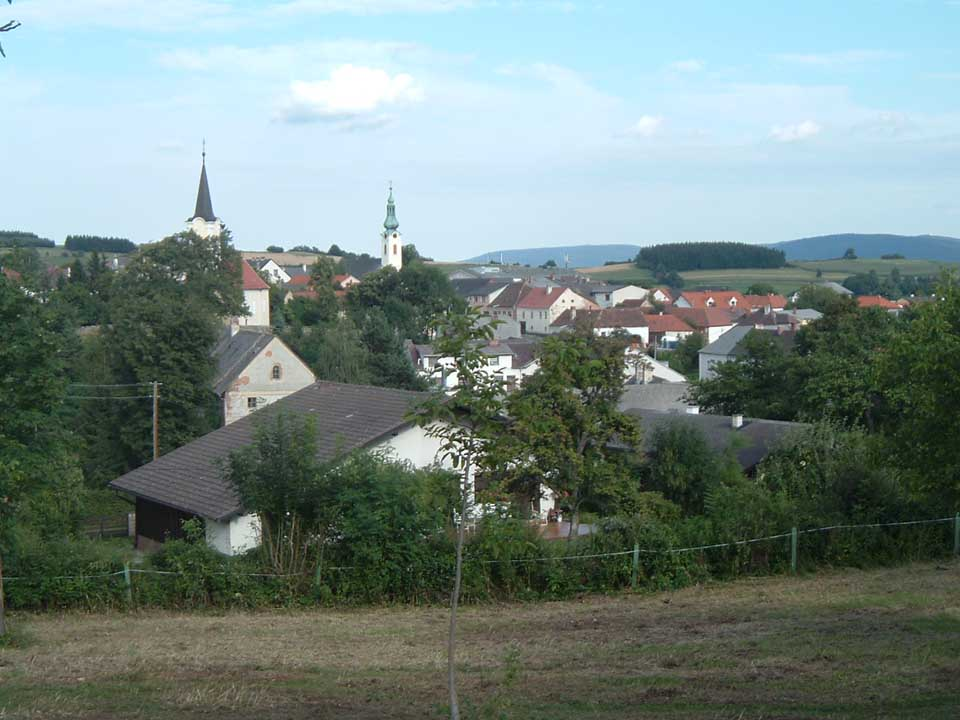
Bernstein im Burgenland

Bernstein je městys v rakouské spolkové zemi Burgenland v okrese Oberwart. Maďarský název obce je Borostyánkő. Městys leží na území Günserských hor.
Obec je známá především hradem ze serpentinitu (hadce).

## Geografie
Obec leží v jižním Burgenlandu v nadmořské výšce 619 metrů.

## Správní členění
Městys sestává z katastrálních území
- Bernstein
- Dreihütten
- Redlschlag
- Rettenbach
- Stuben

Bernstein je poprvé zmíněný ve 14. století.

## Historie
Název obce je odvozen od jantarové stezky, nebo dříve „Via Magna" vedoucí údolím „Tauchentalu“.
Oblast s výskytem jantaru byla již 100 roků před n. l. osídlena keltskými kmeny. Osada je poprvé v dokumentech zmiňována roku 1388 jako „místo ležící pod hradem Porostyanem“. Od 12. století bylo v okolí provozováno hornictví. Nejdříve železná ruda, od 16. století také síra, měď, síran měďnatý, stříbro a dokonce i zlato.
Obecní znak pochází z té doby; zobrazuje hornickou studnu (těžní jámu) se dvěma horníky. Počátkem 19. století hornictví zaniklo.
V Bernsteinu je naleziště světlého až tmavozeleného vzácného hadce, obzvlášť čistého různého serpentinitu, který se zde zpracovává k výzdobě šperků a jiných uměleckých předmětů. Soustružník dřeva a farář Ratz objevil v roce 1860, že se v žilách objevuje "obyčejný" serpetinit a drahý hadec v různých tvrdostech asi 2,5 až 3,5 a lehce se opracovává. Z toho se v následující době vyvíjí nové řemeslo a tradice a zachovává se až do dnešní doby. Pro získání kubického metru drahého hadce, musí se vydobýt asi 2000 kubických metrů obyčejného serpentinitu, který se využívá v silničním stavitelství a při výrobě umělého kamene.
Až do roku 1921 patřila obec Maďarsku. Po skončení druhé světové války bylo západní Maďarsko, na základě smlouvy ze Saint-Germain-en-Laye a z Trianonu, začleněno do Rakouska v roce 1921 do nově založené spolkové země Burgenlandu.
Na městys byl Bernstein povýšen v roce 1973 (prodlouženo právo trhů udělené v roce 1602).

## Politika
- Starostou městyse je Robert Marth ze SPÖ, který získal při obecních volbách 2007 s 50,6 % proti konkurentům a zástupcem starosty byl zvolen Franz Kummer ÖVP.
- Při současných 2010 obecních volbách ztratila SPÖ asi 5 % a dosáhla 53,6 % hlasů. SPÖ ztratila dva mandáty, o které se rozdělili ÖVP a FPÖ, kteří získali 42,1 % respektive 4,4 % hlasů.

## Pamětihodnosti
Bernstein je z důvodu místních pamětihodností turisty navštěvován.
- Bernstein (hrad): je znám od 13. století, je to nejvýše položený hrad ve spolkové zemi.
- Evangelický kostel
- Římskokatolický kostel
- Muzeum nerostů
- Malování vajíček
- Madonnenschlössl ('Trutzschlössl'): Zámecký palác byl postavený uprostřed parku. Odtud je výhled do slovinsko-italského pohraničí. Kamenné zdivo přízemí je vyzděno z hadce. Obě podlaží jsou z dřevěné konstrukce, s náročnou řezbářskou výzdobou. Pod střechou jsou dva chrliče.
- Pranýř

## Osobnosti

### Významní rodáci
- László Ede Almásy (1895–1951), výzkumník, pilot a spisovatel (Anglický pacient)
- Helmut Bieler (* 1952), politik
- Manfred Sauer (* 1960), luteránský teolog

### Významní občané
- Eric W. Gritsch (* 1931), americký luteránský teolog a spisovatel